# Carl-Henning Pedersen: Mellem himmel og jord - der hvor stjernerne bor
Carl-Henning Pedersen: Mellem himmel og jord - der hvor stjernerne bor er en film instrueret af Jacob Jørgensen og Kristof Kuncewicz.

## Handling
Som barn ville maleren Carl-Henning Pedersen være komponist. Men da han på Den Internationale Højskole møder sin fremtidige kone, maleren Else Alfelt, bliver planerne ændret. Carl-Henning Pedersen bliver medlem af COBRA-gruppen og dyrker spontaniteten og den fri fantasi i en række lysende malerier med fuglene, hestene, havet og stjernerne som gennemgående motiver. I filmen fortæller Carl-Henning Pedersen sin livshistorie, og vi følger hans arbejde i atelieret på Frederiksberg og i hans hjem i Bourgogne i Frankrig.